# Andrzej Radowicz
Andrzej Radowicz (ur. 13 grudnia 1938 w Poznaniu) – polski naukowiec, profesor nauk technicznych, specjalizujący się w mechanice technicznej.
Wieloletni wykładowca Politechniki Świętokrzyskiej w Kielcach, gdzie pełnił funkcje kierownicze, m.in. dziekana i prorektora. Autor ponad 130 publikacji naukowych, organizator konferencji naukowych oraz laureat licznych odznaczeń państwowych i naukowych.

## Życiorys
Andrzej Radowicz ukończył studia z zakresu fizyki w 1961 roku na Wydziale Matematyki, Fizyki i Chemii Uniwersytetu im. Adama Mickiewicza w Poznaniu. Stopień doktora nauk technicznych uzyskał w 1968 roku na Politechnice Poznańskiej, a w 1973 roku tamże obronił habilitację. W 1991 roku otrzymał tytuł profesora nauk technicznych.
Od 1971 roku związany z Politechniką Świętokrzyską w Kielcach, gdzie pracował jako kierownik Katedry Mechaniki, dziekan Wydziału Mechanicznego oraz prorektor przez cztery kadencje. Aktywnie współpracował z międzynarodowymi ośrodkami naukowymi, w tym z Uniwersytetem Technicznym w Berlinie oraz Instytutem Krystalografii Rosyjskiej Akademii Nauk w Moskwie.

## Twórczość
Działalność naukowa profesora Radowicza skupia się na mechanice ciał stałych, dynamice i statyce defektów, generacji fal powierzchniowych oraz polach elektrosprężystych w warstwowych strukturach anizotropowych. Jest autorem około 130 prac naukowych, w tym dwóch monografii i licznych publikacji w prestiżowych czasopismach naukowych.
Profesor Radowicz był również organizatorem cyklicznych konferencji naukowych, takich jak Workshop on Dynamical Systems i Trends in Continuum Physics, które przyciągały ekspertów z całego świata.

## Odznaczenia
Za swoją działalność naukową i dydaktyczną profesor Andrzej Radowicz został wielokrotnie wyróżniony. Wśród jego najważniejszych odznaczeń znajdują się:
- Złoty Krzyż Zasługi (1975)[2],
- Medal Komisji Edukacji Narodowej (1977)[2],
- Krzyż Kawalerski Orderu Odrodzenia Polski (1983)[2],
- Złota Odznaka Polskiego Towarzystwa Mechaniki Teoretycznej i Stosowanej[2],
- Krzyż Oficerski Orderu Odrodzenia Polski (2001)[4].

W 2011 roku otrzymał tytuł doktora honoris causa Politechniki Świętokrzyskiej. Jego wkład w rozwój nauki i edukacji pozostaje ceniony zarówno w kraju, jak i za granicą.